# Michael Büge
Michael Büge (* 5. März 1966 in Berlin) ist ein deutscher Politiker und war Staatssekretär in der Berliner Senatsverwaltung für Gesundheit und Soziales. Er war Kreisvorsitzender der CDU Berlin-Neukölln und ist seit 2016 für die AfD tätig. Seit Oktober 2017 ist er als AfD-Fraktionsgeschäftsführer im Landtag Rheinland-Pfalz tätig.

## Leben und Beruf
Büge studierte Betriebswirtschaftslehre und schloss als Diplom-Kaufmann ab. Er ist verheiratet und hat zwei Kinder. Seit seiner Studienzeit ist er Mitglied der Berliner Burschenschaft Gothia sowie deren angegliederter Schülerverbindung Iuvenis Gothia.

## Politik
1982 trat Büge in die CDU ein. Ab 2001 war er Mitglied im Kreisvorstand und seit 2009 Vorsitzender der CDU Neukölln.
Ab 2001 war er Bezirksstadtrat in Berlin-Neukölln. Von 2001 bis 2004 war er dort für die Bereiche Soziales und Grundsicherung verantwortlich, danach bis 2006 für Soziales und Bürgerdienste. Von 2006 bis 2011 leitete er das Dezernat Soziales, Wohnen und Umwelt und war ab 2009 als Nachfolger von Stefanie Vogelsang zugleich stellvertretender Bezirksbürgermeister.
Am 6. Dezember 2011 wurde Büge zum Staatssekretär in der von Mario Czaja geführten Senatsverwaltung für Gesundheit und Soziales ernannt. Er war dort für den Bereich Soziales verantwortlich bis zum 30. Juni 2013.
Im November 2012 wurde Büges Mitgliedschaft in der Berliner Burschenschaft Gothia medial thematisiert. Nach der Entscheidung Büges, weiterhin Mitglied seiner Burschenschaft bleiben zu wollen, wurde seine Entlassung durch Senator Czaja eingeleitet. Der Berliner Senat stimmte am 14. Mai 2013 dem Antrag auf Entlassung zum 30. Juni 2013 zu. Büge klagte erfolglos gegen die Entlassung und auf Schadenersatz. Sein Nachfolger als Staatssekretär wurde daraufhin Dirk Gerstle (CDU).
Seit Februar 2014 ist Büge Geschäftsführer der Bürgerhilfe Kultur des Helfens gGmbH in Berlin. Nach Informationen der Berliner Morgenpost war Büge im Oktober 2016 bereits aus der CDU ausgetreten.
Seit Dezember 2016 arbeitet er für die AfD als Wahlkampfkoordinator für die Bundestagswahl 2017. Etwa zur gleichen Zeit hatte er sich erfolglos um die Stelle als Beigeordneter der Stadt Zeitz beworben; für ihn stimmten jedoch lediglich 4 von 32 Stadtratsmitgliedern.
Seit Oktober 2017 arbeitet er als AfD-Fraktionsgeschäftsführer im Landtag Rheinland-Pfalz. Er übernahm die Funktion von Sebastian Münzenmaier.